# Kabinett Fortis I
Das Kabinett Fortis I regierte das Königreich Italien vom 28. März 1905 bis zum 24. Dezember 1905. Es folgte dem Kabinett Tittoni. Ministerpräsident war Alessandro Fortis.  

## Entstehung und Entwicklung
Das Kabinett Fortis I war das 42. Kabinett des Königreiches und acht Monate und 26 Tage im Amt. Es wurde von der Historischen Linken (italienisch Sinistra storica) und Rechten (it. Destra storica) unterstützt. Fortis übernahm im zweiten Anlauf als Wunschkandidat von Giolitti die Regierungsgeschäfte. Zwei Wochen zuvor hatte er den Regierungsauftrag noch abgelehnt, da er das Kabinett Giolitti II entgegen der Vereinbarungen mit Giolitti umbilden wollte. Fortis gelang es, seinen Willen zumindest für zwei wichtige Ministerien durchzusetzen und er benannte einen neuen Minister für öffentliche Arbeiten und einen neuen Schatzminister.
Fortis schaffte es in der Frage der Verstaatlichung der Eisenbahn, an der Giolitti noch gescheitert war, eine parlamentarische Mehrheit hinter seinen Gesetzesentwurf zu vereinen. Mit dem Gesetz konnte die Staatsbahn Ferrovie dello Stato gegründet werden. In der anschließenden Debatte um die Höhe der Abfindungen stand er allerdings erneut in der Kritik. Er scheiterte schließlich an seiner Zollpolitik gegenüber Spanien. Der von seiner Regierung beschlossene Abbau von Zollschranken gegenüber dem Import von spanischem Wein hatte die italienischen Weinbauern im Piemont und Apulien schwer getroffen. Am 17. Dezember 1905 sprach das Parlament der Regierung zwar das Vertrauen aus, lehnte aber eine Debatte über die Handelsvereinbarungen mit Spanien ab. Daraufhin reichte Alessandro Fortis seinen Rücktritt ein, wurde aber von König Viktor Emanuel III. erneut mit der Regierungsbildung beauftragt. Wenige Tage später stellte er das Kabinett Fortis II vor.

## Minister

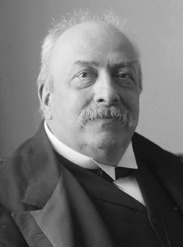
Alessandro Fortis

| Ministerien                          | Name                          |
| ------------------------------------ | ----------------------------- |
| Ministerpräsident                    | Alessandro Fortis             |
| Äußeres                              | Tommaso Tittoni               |
| Inneres                              | Alessandro Fortis             |
| Justiz und Kirchenangelegenheiten    | Camillo Finocchiaro Aprile    |
| Krieg                                | Ettore Pedotti                |
| Marine                               | Carlo Mirabello               |
| Finanzen                             | Angelo Majorana Calatabiano   |
| Schatz                               | Paolo Carcano                 |
| Öffentliche Arbeiten                 | Carlo Ferraris                |
| Bildung                              | Leonardo Bianchi              |
| Landwirtschaft, Industrie und Handel | Luigi Rava                    |
| Post und Telegraphie                 | Gismondo Morelli Gualtierotti |